# Unierede kirker (evangeliske)
 For alternative betydninger, se Unierede kirker. (Se også artikler, som begynder med Unierede kirker)
En unieret kirke er evangelisk kirke, der er oprettet som en union mellem to eller flere protestantiske konfessioner (trosretninger). De må ikke forveksles med de unerede kirker (også kaldet græsk-katolske kirker), som er katolske kirker af østlig ritus, der anerkender paven som deres overhoved men ikke bruger romersk-katolske ritualer.

## Historie

### Teologiske forskelle
Under reformationen i 1500-tallet opstod der splittelse mellem protestanterne. Melanchthon og andre forsøgte forgæves at få calvinister og lutheranere til at enes om én fælles trosbekendelse. 
Barmenerklæringen fra 1934 var den første levedygtige fælles trosbekendelse, som både lutheraner og calvinister kunne tilslutte sig. I 1973 kom Leuenberg Konkordien. 
Erklæringerne fra Barmen og Leuenberg har dog ikke fået tilslutning fra alle protestantiske trossamfund. Således er det kun europæiske kirker, der deltager i Leuenberg Kirkefællesskabet. De lutherske kirke i Finland, Sverige og Island deltager som observatører, mens Den Norske Kirke meldte sig ind i Leuenberg Fællesskabet i 1999, og Den danske Folkekirke fulgte efter i 2001.

### Oprettelse af Unierede kirker
I årene efter Reformationen forlod flere tyske fyrstefamilier lutherdommen og blev i stedet calvinister. Derimod holdt befolkningerne fast i den lutherske tro. 
Den brandenburgske kurfyrste Johan Sigismund blev calvinist i 1617. To hundrede år senere (i 1817) befalede hans efterfølger kong  Frederik Vilhelm 3., at de lutherske og calvinistiske kirker i Preussen skulle danne en union, Denne unierede preussiske kirke eksisterede under forskellige navne indtil 1945.  
Selv om man ikke havde nogen fælles protestantisk trosbekendelse, blev der både før og efter 1817 dannet unierede kirker i flere tyske stater og også udenfor Tyskland.

## Eksempler på unierede kirker i nutiden

### Uden for Tyskland

#### Bekendelsesunioner
- United Church of Christ (USA) (bygger på lutherske, reformerte og kongregationalistiske traditioner)
- United Church of Canada (bygger på metodistiske, presbyterianske og kongregationalistiske traditioner)
- Uniting Church in Australia (bygger på metodistiske, presbyterianke og kongregationalistiske traditioner)
- De bømiske brødres evangeliske kirke i Tjekkiet (bygger på lutherske og calvinistiske traditioner)

#### Administrative unioner
- Den protestantiske Kirke i Nederlandene (NL), (oprettet i 2004 af to reformerte kirker og een luthersk kirke, består både af reformente, gammelreformerte, lutherske og protestantiske (dvs. unierede) menigheder)

### I Tyskland

#### Bekendelsesunioner
- Evangelische Landeskirche Anhalts i Dessau
- Evangelische Landeskirche in Baden i Karlsruhe
- Evangelische Kirche der Pfalz i Speyer

#### Administrative unioner
- Evangelische Kirche in Berlin-Brandenburg-schlesische Oberlausitz i Berlin, (oprettet 1. januar 2004)
- Bremische Evangelische Kirche i Bremen
- Evangelische Kirche in Hessen und Nassau i Darmstadt
- Evangelische Kirche von Kurhessen-Waldeck i Kassel
- Evangelische Kirche im Rheinland i Düsseldorf
- Evangelische Kirche der Kirchenprovinz Sachsen i Magdeburg
- Evangelische Kirche von Westfalen i Bielefeld